# Waitangi brevirostris
Waitangi brevirostris is een vlokreeftensoort uit de familie van de Phoxocephalidae. De wetenschappelijke naam van de soort is voor het eerst geldig gepubliceerd in 1977 door Fincham.